# Yuya (YouTuber)
Mariand Castrejón Castañeda (Cuernavaca, 13 de março de 1993), mais conhecida como Yuya, é uma youtuber de maquiagem  e empresária mexicana.

## Carreira
Yuya criou seu canal no YouTube, chamado Lady16makeup, em 2009, depois de vencer um concurso de maquiagem do YouTube aos 16 anos de idade.
Em março de 2016, ela foi uma das sete criadoras do YouTube que aderiram à Campanha de Ação para o Desenvolvimento Sustentável das Nações Unidas, com o objetivo de "alcançar a igualdade de gênero e empoderar todas as mulheres e meninas".
Yuya escreveu dois livros: Los Secretos de Yuya (2015) e Las Confesiones de Yuya (2016). Ela lançou um perfume chamado #True em julho de 2015 e uma coleção de maquiagem em outubro de 2017.

## Vida pessoal
Yuya nasceu em Cuernavaca, no estado de Morelos, no México. Seu nome é Mariand, uma combinação dos nomes de seus pais, Maribel e Andrés. Ela tem um irmão chamado Sergio, que também tem um canal no YouTube. Seu tio deu a ela o apelido de Yuya, em homenagem ao personagem da TV mexicana Yuya, La Gorda . Ela teve um relacionamento com Beto Pasillas, também youtuber, mas terminou em 
junho de 2019.
Ela tinha um relacionamento com Beto Pasillas, também YouTuber, mas se separou em junho de 2019. Ela começou a namorar o cantor Siddhartha em agosto de 2019. Em 12 de junho de 2021, Yuya anunciou que está grávida via Instagram e enviou um vídeo em seu canal compartilhando sua experiência com a gravidez.